# Elissa Steamer

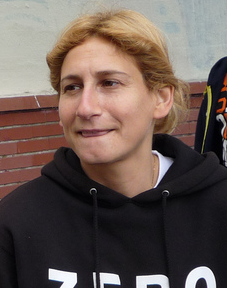
Elissa Steamer (2009)

Elissa Steamer (* 31. Juli 1975 in Fort Myers, Florida) ist eine US-amerikanische Profi-Skateboarderin.
Sie fing 1989 mit dem Skaten an und wurde 1995 in das Team von Toy Machine aufgenommen. Seit April 1998 ist sie Pro-Skaterin und die erste Frau, die ein eigenes Deck bekam. Ihre Sponsoren sind Nike SB, Gnarhunters, SPoT, Thunder und Skatepark of Tampa. Des Weiteren war sie als erste Frau überhaupt in der Videospieleserie Tony Hawk’s (Teil 1 bis 5) als steuerbarer Charakter vertreten.

## Erfolge
1998:
- Slam City Jam, Women's Street, Kanada, 1. Platz[5]

1999:
- Slam City Jam, Women's Street, Kanada, 1. Platz

2003:
- World Cup Australia, Women's Street, Melbourne (Australien), 1. Platz

2004:
- World Cup Australia, Women's Street, Melbourne (Australien), 1. Platz
- Gallaz Skate Jam, Women's Street, Melbourne (Australia), 1. Platz
- Gravity Games, Women’s Street, Cleveland (USA), 1. Platz
- Triple Crown, Women’s Street, Cleveland (USA), 1. Platz
- Triple Crown Finals, Women’s Street, Huntington Beach (USA), 1. Platz
- Slam City Jam, Women's Street, Vancouver (Kanada), 2. Platz
- X-Games, Women's Street, Los Angeles (USA), 1. Platz[6]

2005:
- Münster Monster Mastership, Ladies Street Jam, Münster (Deutschland), 1. Platz
- X-Games, Women's Street, Los Angeles (USA), 1. Platz
- World Cup of Skateboarding, Women’s Street, Melbourne (Australien), 1. Platz

2006:
- X-Games, Women's Street, Los Angeles (USA), 1. Platz

2007:
- X-Games, Women's Street, Los Angeles (USA), 2. Platz

2008:
- X-Games, Women's Street, Los Angeles (USA), 1. Platz

## Videografie (Auswahl)
- Bootleg: Bootleg 3000 (2003)[7]
- Baker: 2G (2000)
- Baker: Bootleg (1998)
- Toy Machine: Jump Off a Building (1998)
- Toy Machine: Welcome to Hell (1996)